# 戰爭機器 (漫畫)
戰爭機器（英語：War Machine），原名詹姆斯·鲁珀特·「罗迪」·罗德斯（James Rupert "Rhodey" Rhodes），是漫威漫畫旗下的超級英雄角色之一。
2012年，IGN將戰爭機器列為「最出色的五十位復仇者」中的第31名。

## 出版歷史
詹姆斯·羅德最初是鋼鐵人第一卷中的配角，後來在東尼·史塔克在第170期（1983年5月）中酗酒後，扮演了鋼鐵人的角色。在史塔克回歸鋼鐵人角色後，羅德繼續擔任超級英雄戰爭機器，並在超級英雄團隊系列復仇者聯盟西海岸擔任配角後，以同名系列首次亮相。

## 人物經歷
罗德在越南執勤時碰到了剛做好了第一套動力服而在逃亡的過程中被追殺的東尼·史塔克，兩人聯手打退了追兵，之後東尼隱瞞了自己的鋼鐵人身分，並為了報恩而邀罗德成為自己的私人飛行員和工程師。
在史塔克工業被奧巴迪亞·施坦搞垮後，東尼開始酗酒，結果在某次遇敵時不敵對方，這時罗德才發現自己的老闆竟是鋼鐵人的事實，他代替東尼穿上鋼鐵裝擊退對手，事後東尼便請他代替自己在必要時擔任鋼鐵人。
在某次事件中，東尼被迫假死，於是他將一套新開發的鋼鐵裝當成遺物託付給羅德，這時罗德才正式以「戰爭機器」的身分登場。

## 能力與裝備
羅德曾接受過美國海軍陸戰隊的訓練，這使他成為一個熟練的飛行員和得到完整的航空工程訓練，他十分瞭解飛行運作，亦十分熟悉飛機的維修技術。
除此之外他也擅長使用各種常規武器，並能熟練地使用軍隊傳授的格鬥技巧。
羅德的動力服擁有鋼鐵人裝甲的大部分能力，像是飛行（速度接近三馬赫）、超級力量（能舉起一百噸左右的重物）與耐力。除此之外也外加了許多武裝，像是集中炮、聲波、閃光彈、燃燒彈、榴彈、 微型導彈、導彈、迷你槍、格林機槍、特製大炮、磁場、電磁脈衝、激光和伸縮鋼刀等眾多武器。
比起依靠電弧反應爐發動能量衝擊波等能量攻擊的鋼鐵人，戰爭機器的武裝就比較偏向實彈攻擊為主。

## 其他媒體

### 電影
- 漫威電影宇宙：由唐·奇鐸飾演「戰爭機器」詹姆斯·羅德（英语：James Rhodes (Marvel Cinematic Universe)）。
  - 《鋼鐵人》（2008年），當時的扮演者為泰倫斯·霍華，後來辭演。
  - 《鋼鐵人2》（2010年）
  - 《鋼鐵人3》（2013年）
  - 《復仇者聯盟2：奧創紀元》（2015年）
  - 《美國隊長3：英雄內戰》（2016年）
  - 《復仇者聯盟3：無限之戰》（2018年）
  - 《驚奇隊長》（2019年）
  - 《復仇者聯盟：終局之戰》（2019年）
  - 《裝甲戰爭》（待定）

### 電視
- 漫威電影宇宙：由唐·奇鐸回歸飾演「戰爭機器」詹姆斯·羅德（英语：James Rhodes (Marvel Cinematic Universe)）。
  - 《獵鷹與酷寒戰士》（2021年）：客串。
  - 《無限可能：假如…？》第一季（2021年）[3]：動畫劇集，配音演出。
  - 《秘密入侵》（2023年）：遭史克魯爾人冒充身份，洛德真人直到劇終才被救出。

### 遊戲
- 《漫威英雄 Online》：玩家創角時可選擇戰爭機器為遊戲角色，或另付費購買。
- 《MARVEL未來之戰》：手機遊戲，戰爭機器是玩家可使用角色之一。
- 《美國超人VS卡普空群雄》，2對2形式對戰格鬥遊戲。玩家可使用的角色之一。
- 《美國超人VS卡普空群雄2》，3對3形式對戰格鬥遊戲。玩家可使用的角色之一，可以和鋼鐵人組隊使出超必殺合體技。
- 《漫威超級戰爭》